# 유재환 (승려)
유재환(柳在煥, 일본식 이름: 柳田豊一)은 한국의 승려이다. 법명은 춘담(春潭)이다.

## 생애
중일 전쟁 기간 중이던 1938년 11월에 조선총독부로터 전라북도 완주군 위봉사 주지로 인가받은 것이 처음 나타나는 기록이다. 위봉사 주지로 취임한 다음해에는 조선불교중앙교무원 신임 이사로 선출되었다.
중일 전쟁 기간 중 일제에 협력한 행적이 있다. 1939년 중일 전쟁 2주년을 맞아 일본군 위문금으로 20원을 모아 중앙교무원을 통해 헌납했다. 1941년에는 전북 지역 각 사찰 및 포교사들이 전북도청 회의실에 모여 전쟁 협력 단체인 국민총력 전북조선불교연맹을 결성했다. 전북의 본산은 위봉사와 보석사였기 때문에, 위봉사 주지인 유재환도 이 자리에 참석하거나 모임을 주도했을 것으로 추정된다.
1940년 창씨개명 제도가 실시되자 불교계 승려들도 대거 따랐는데, 유재환도 일본식 성과 이름으로 바꾸었다. 첫 3년 임기 동안 이처럼 일제에 협조적인 자세를 보여 1941년 위봉사 주지로 재임 인가를 받았다. 유재환의 두 번째 임기 동안 조계종은 일제에 헌납할 전투기 1대를 마련하기 위해 각 본산에 헌금을 요구했고, 위봉사는 773원을 총본산에 냈다.
광복 후에도 활동한 기록이 있다. 1947년 위봉사 주지에 취임하고 전북 불교계를 대표하는 전북교무원 원장직도 맡은 것이다. 제헌국회의원에 출마 했으나 낙선했다. 그러나 이후의 행적은 알 수 없다.
2008년 민족문제연구소가 발표한 친일인명사전 수록예정자 명단 종교 부문에 포함되었다.

## 역대 선거 결과
| 실시년도 | 선거   | 대수 | 직책     | 선거구         | 정당           | 득표수  | 득표율          | 순위 | 당락 | 비고 |
| -------- | ------ | ---- | -------- | -------------- | -------------- | ------- | --------------- | ---- | ---- | ---- |
| 1948년   | 총선   | 1대  | 국회의원 | 전북 완주군 을 | 조선불교교무원 | 5,097표 | \| \| 13.93% \| | 5위  | 낙선 |      |
|          | 13.93% |      |          |                |                |         |                 |      |      |      |

## 같이 보기
- 위봉사

## 참고자료
- 임혜봉 (2005년 3월 1일). 〈유재환 : 전시 체제에 협력한 위봉사 주지〉. 《친일 승려 108인》. 서울: 청년사. 268쪽쪽. ISBN 978-89-7278-384-8.